# Zvér Endre
Zvér Endre (Szeged, 1850. október 26. – Szeged, 1902. augusztus 19.) piarista tanár.

## Élete
A gimnázium hetedik osztályának elvégzése után a piarista rendbe lépett Vácon 1868. szeptember 8-án. Kecskeméten 1870-ben letevén az érettségi vizsgálatot, mint próbaéves tanár Debrecenben tanított négy évig. 1872. november 14-én szerzetesi fogadalmat tett, 1874. szeptember 1-jén pappá szentelték és Temesvárra helyezték át, ahol 14 évig tanárkodott, német nyelv, természetrajzot, matematikát és fizikát tanított.  1889-től haláláig Szegeden működött mint tanár és 1899-től mint gimnáziumi igazgató és házfőnök.
Cikkei: A temesvári gymn. ért. (1878. Az áthasonítás, assimilatio és az anyagcsere a növényeknél. 1886. Kirándulás a Krassó-szörényi hegyekbe). Szegedi gymn. ért. (1891. A hőmérséklet hasznos és káros hatása a növényekre).

## Munkái
- Nagyheti szent elmélkedések a tanuló ifjuság részére, 1896
- Krisztus urunk hét szava (melléklet a hitszónoki folyóirathoz) 1896